# Hammarglo
Hammarglo är en småort i Mönsterås socken i Mönsterås kommun belägen cirka 8 kilometer nordost om Mönsterås. 

## Historia
Hammarglo omtalas i skriftliga handlingar första gången 1351 ('in Hamarglo'), då en gård här upptas i jordeboken över Israel Birgerssons efterlämande gods. 1460-70 anges Hammarglo som en by om tre enheter ligga under Ture Stenssons gods Kråkerum. Hammarglo gavs 1495 av Peder Turesson (Bielke) i morgongåa att sin hustru Karin Nilsdotter (Sparre av Ellinge). Under 1500-talet omfattade Hammarglo en skatteutjord, en kyrkoutjord, två mantal arv och eget, 1 arv och eget-torp, 2 mantal frälse (1553 tillhöriga Lars Turesson (Tre Rosor)) och ett mantal frälse (1553 tillhörigt Ture Pedersson Bielke).
I Lyckefjärdens inre del ca 1 km sydväst om Hammarglo ligger Källarholmen. Där gjordes utgrävningar mellan åren 1994-95.

## Näringsliv
Fram tills nyligen dominerades byn av flera mindre och mellanstora lantbruk, idag finner dock de flesta bybor sin försörjning inom andra näringar. 

## Personer från orten
Sveriges tidigare miljöminister och före detta EU-parlamentariker Lena Ek (C), är uppvuxen på en lantgård i byn.

## Fotnot
1. 1 2  Statistiska småorter 2023, befolkning, landareal, befolkningstäthet per småort, SCB, 28 november 2024, läs online.[källa från Wikidata]
2. ↑  Småorternas landareal, folkmängd och invånare per km² 2005 och 2010, korrigerad 2012-10-15, SCB, 15 oktober 2012, läs online, läst: 9 juli 2016.[källa från Wikidata]
3. ↑  Kodnyckel för SCB:s statistiska tätorter och småorter - Koppling mellan gammalt och nytt kodsystem, SCB, 11 november 2021, läs online.[källa från Wikidata]
4. ↑  Det medeltida Sverige 4:2, Handbörd och Stranda
5. ↑  Rajala, Eva (1 december 2006). ”Källarholmen” ( PDF). Kalmar läns museum. Arkiverad från originalet den 10 mars 2020. https://web.archive.org/web/20200310152932/https://www.kalmarlansmuseum.se/site/assets/files/12159/kallarholmen.pdf. Läst 10 mars 2020.